# キュプルス属州

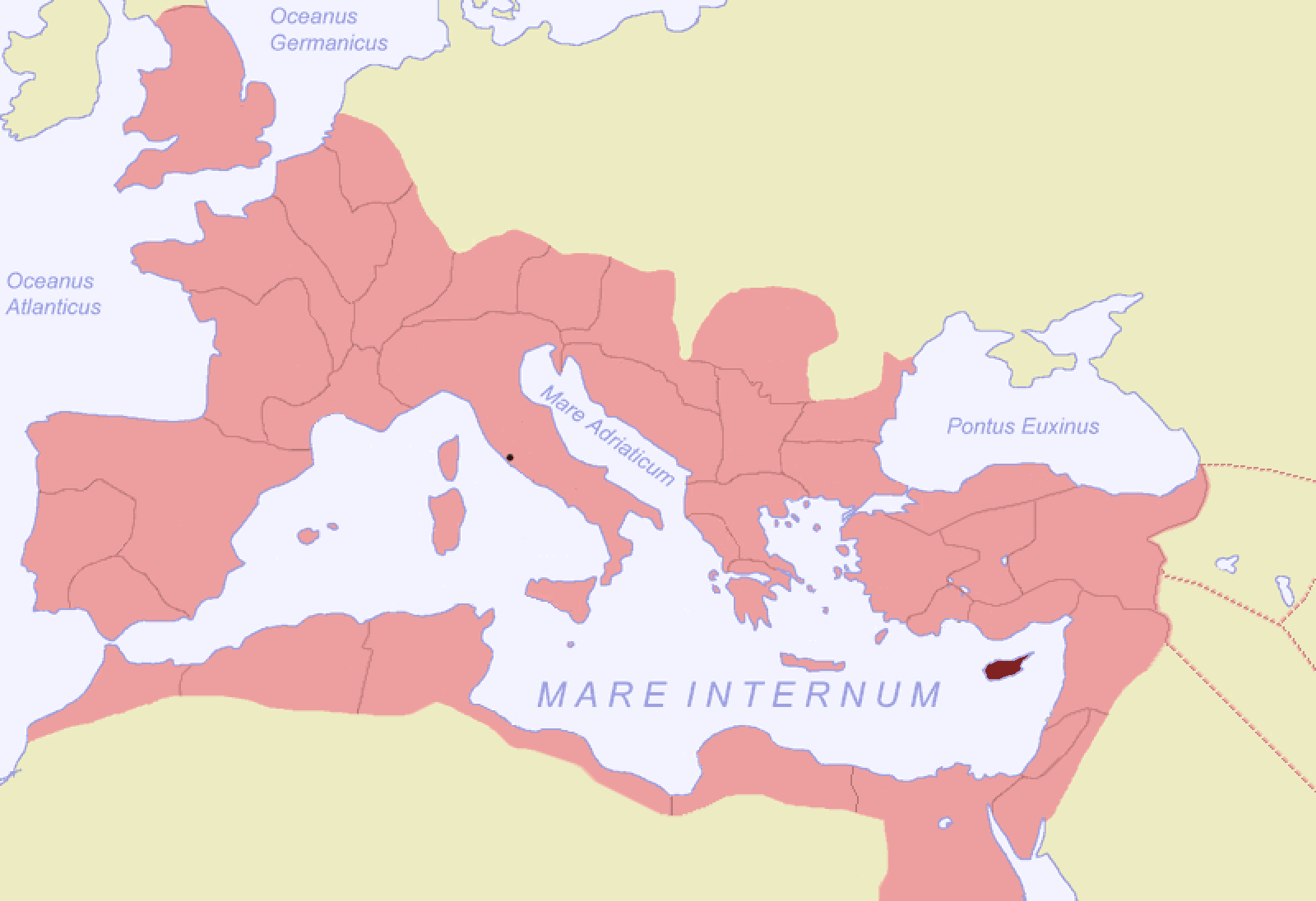
属州の位置

キュプルス属州（キュプルスぞくしゅう、ラテン語: Provincia Cyprus，ギリシア語: Ἐπαρχία Κύπρος）は、ローマ帝国の属州である。領域は、現在のキプロス島全域である。日本語でキプロス属州と表記されることもある。
ローマ帝国では、地中海東部の政治、宗教、交易及び軍事の戦略的拠点としてキュプルス属州を位置づけていた。この地は、アッシリア、エジプト、マケドニア、ローマ帝国の勢力圏が交錯する地であったが、紀元前58年にプトレマイオス朝エジプトを離れてローマ帝国に組み込まれ、紀元前22年までには正式な元老院属州となった。
実際には紀元前31年のアクティウムの海戦でローマが勝利して以降、4世紀にビザンティンの影響下に組み込まれるまでの間が、ローマ人がこの島を統治した期間である。
キュプルス属州内は、サラミス、パフォス、アマソス（Amathous）、ラペソス（Lapethos）の4つの地域に分けられていた。346年にサラミス（コンスタンティアと改名）に遷都されるまで、属州都はパフォスに置かれていた。

## 都市一覧
天文学者で地理学者でもあったプトレマイオスによる記録によると、次に示す都市があった。
|        | ローマ時代の都市名 | 同左 ギリシア語表記 | 現代の都市名                   |
| ------ | ------------------ | ------------------- | ------------------------------ |
| 属州都 | パフォス           | Πάφος               | パフォス（南キプロス）         |
|        | サラミス           | Σαλαμίς             | ファマグスタ付近（北キプロス） |
|        | アマソス           | Ἀμαθοῦς             | （南キプロス）                 |
|        | ラペソス           | Λάπηθος             | ラピソス（北キプロス）         |
|        | キティオン         | Κίτιον              | ラルナカ（南キプロス）         |
|        | クリオン           | Κούριον             | （南キプロス）                 |
|        | アルシノエ         | Ἀρσινόη             | （南キプロス）                 |
|        | キレニア           | Κερύνεια            | ギルネ（北キプロス）           |
|        | ヒトリ             | Χύτροι              | （北キプロス）                 |
|        | カルパシア         | Καρπασία            | （北キプロス）                 |
|        | ソリ               | Σόλοι               | （北キプロス）                 |
|        | タマサス           | Ταμασσός            | （南キプロス）                 |

## 略歴年表
- 〜 58BC プトレマイオス朝エジプトによる統治
- 58BC 『キュプルスに関するクロディウス法』によりキュプルスがローマのシキリア属州に編入される。小カトが併合を完遂するためプロプラエトル（前法務官）格の総督として着任。
- 47BC キュプルスがプトレマイオス朝エジプトに再度併合される
- 31BC アクティウムの海戦でマルクス・アントニウス支持派とプトレマイオス朝連合軍がオクタウィアヌス率いるローマに敗れる。キュプルスの支配権が再びローマに移る。
- 22BC キュプルスがシキリア属州から分離し、単独のキュプルス属州となる。属州都をパフォスに定められる。
- 18BC, 17BC, 15BC 大規模な地震が起こる。15BCの最大の地震でパフォスが甚大な被害を受ける。
- 16AD 大規模な地震が起こる。
- 45AD パウロとバルナバがキリスト教伝導にキュプルスを訪れる。
- 49AD バルナバが伝導に再び訪れる。
- 65AD - 66AD クリオン（英語版）の神殿が再建される
- 70AD エルサレム攻囲戦で陥落したエルサレムからユダヤ人がキュプルスに大量に流入する。
- 116AD サラミスでユダヤ人の反乱が起こる。
- 269AD キプロスにもゴート族の侵略が起こる。ナイススの戦いでローマ帝国が勝利し、ゴート人を撃退する。
- 293AD 皇帝ディオクレティアヌスによるテトラルキア（帝国四分割統治）により、キュプルスは東方正帝の統治領域となる。
- 342AD 大地震によりサラミスとパフォスが破壊される。
- 346AD サラミスが再建され、コンスタンティアと改名し属州都とされる。
- 365AD 地震によりクリオンが破壊される。
- 395AD 皇帝テオドシウス1世が死に際してローマ帝国を東西に二分割し、キュプルスを含む東側領域をアルカディウス（初代東ローマ帝国皇帝）に相続させる。
- 688AD 東ローマ帝国皇帝ユスティニアノス2世とウマイヤ朝カリフアブドゥルマリクとの間で、キュプロスを共同統治することに合意。以後、約300年にわたり東ローマ帝国（ビザンティン）とアラブの共同主権が行使される。
- 965AD 東ローマ帝国の単独主権下に復帰する。
- 1191AD 十字軍の途上にこの島に立ち寄ったイングランド王リチャード1世によって征服され、フランク人（西ヨーロッパ人カトリック教徒）の支配するキプロス王国が建国される。